# Amaporã

Amaporã este un oraș în Paraná (PR), Brazilia.